# Ян Пу (У)
Ян Пу (кит.: 楊溥; піньїнь: Yáng Pǔ; 900 — 21 січня 939) — останній правитель держави У періоду п'яти династій і десяти держав.

## Життєпис
Був сином Ян Сінмі. Успадкував престол 920 року після смерті свого брата Ян Луняня.
За його правління фактичну владу мав регент Сю Вень, а після смерті останнього — його син Сю Чжигао. Наприкінці 937 року останній змусив Ян Пу зректись трону на свою користь, після чого заснував власну державу — Південну Тан.
Ян Пу помер на початку 939 року. Лі Бянь оголосив жалобу за колишнім імператором і наказав поховати його з відповідними почестями. Разом з тим, більшість джерел вважають, що Ян Пу було вбито за наказом правителя Південної Тан.

## Девізи правління
- Уї (武義) 921—922
- Шуньї (順義) 921—927
- Цяньчжень (乾貞) 927—929
- Дахе (大和) 929—935
- Тяньцзо (天祚) 935—937